# Кривов, Анатолий Евгеньевич
Анатолий Евгеньевич Кривов (6 января 1948 — 24 апреля 2025) — заместитель генерального директора ОАО «РОМЗ», руководитель представительства в Москве. Генерал-майор, начальник Серпуховского военного института ракетных войск (1998—2003), кандидат технических наук, доцент.

## Биография
В 1966 году поступил на факультет самолётостроения Казанского авиационного института, который успешно окончил в 1972 году. С 1967 являлся активным участником движения Боевой комсомольской дружины (БКД) КАИ. После прохождения военной подготовки при Казанском авиационном институте в январе 1972 года призван на действительную военную службу на два года и зачислен в распоряжение командующего 33 ракетной армией. Зачислен в кадровый офицерский состав по личному желанию в марте 1974 г. В период с 1978 по 1980 гг. обучался на командном факультете Военной академии им. Ф. Э. Дзержинского.
После окончания института в 1972—2003 проходил службу в Ракетных войсках стратегического назначения Вооруженных сил СССР и РФ.
В Ракетных войсках занимал следующие должности: инженер отделения, инженер по заправочному оборудованию — инспектор по технике безопасности ракетного полка, инженер-инспектор котлонадзора, командир группы, заместитель командира дивизиона по боевому управлению, командир дивизиона, начальник штаба полка, командир полка, начальник штаба дивизии, командир дивизии, заместитель коман-дующего по боевой подготовке и морально-психологической подготовке — начальник отдела боевой и морально-психологической подготовки 27 РА, начальник Серпуховского высшего военного командно-инженерного училища.
21 января 1994 года был назначен командиром 49-й гвардейской ракетной дивизии.
В июле 1998 года генерал-майор А. Е. Кривов назначен начальником Серпуховского высшего военного командно-инженерного училища ракетных войск.
В феврале 2003 года Кривов был уволен в запас и направлен на учёт в военный комиссариат г. Мытищи Московской области.
Награждён орденами «За службу Родине в Вооруженных силах СССР» — II и III степени и ведомственными наградами.

## Награды
- Орден «За службу Родине в Вооружённых Силах СССР»